# Christliche Gehörlosen-Gemeinschaft
Christliche Gehörlosen-Gemeinschaften und Christliche Gehörlosen-Gemeinden (beide abgekürzt mit CGG) sind freikirchlich organisierte Vereine oder Gemeinden. Solche Vereine existieren in vielen Ländern. Im deutschsprachigen Bereich heißen solche Vereine oft CGG.
Freikirchlich orientierte Gehörlose sind auf Grund der bestehenden Kommunikationsbarrieren von den in der Regel lautsprachlich orientierten Angeboten normaler Freikirchen ausgeschlossen, weswegen sie sich zu Gemeinschaften Gleichgesinnter formieren. Durch solche Gemeinschaften können Gehörlose an Gottesdiensten, Bibelunterricht beziehungsweise an den dort angebotenen Hauskreisen teilnehmen. Manche Gemeinschaften arbeiten mit Freikirchen, die der Vereinigung Evangelischer Freikirchen Deutschland beziehungsweise dem Verband Evangelischer Freikirchen und Gemeinden in der Schweiz angeschlossen sind, zusammen. Dies erfolgt auch im Hinblick darauf, ein etwaiges Abdriften von isolierten Gemeinden in sektiererische Bereiche zu vermeiden.
In Deutschland und in Österreich existieren mehrere christliche Gehörlosen-Gemeinschaften unabhängig voneinander. Die „CGG Schweiz“ ist ein überregionaler Verein in der Schweiz, der in fünf Lokalgruppen aufgeteilt ist. 
Manche Gemeinschaften produzieren gehörlosengerechte Medien, so werden Bibelbücher in Gebärdensprache übersetzt oder es werden Lexika mit christlichen Wörtern in Gebärdensprache erstellt, so dass Gehörlose den Inhalt auch verstehen können. In einigen Ländern wie in England oder Schweden wurden solche Gebärdensprachwerke von höchster Ebene honoriert.